# サント＝ムヌー
サント＝ムヌー （Sainte-Menehould）は、フランス、グラン・テスト地域圏、マルヌ県のコミューン。

## 地理
サント＝ムヌーは県の東端にあり、ムーズ県に隣接する。まちをシャロン＝アン＝シャンパーニュとヴェルダンを結ぶ軸が横切っている。シャロン＝アン＝シャンパーニュとは42km、ヴェルダンとは37km離れている。まちの西部をエーヌ川が横断する。アルゴンヌの森を水源とする支流が複数流れる。

## 交通
- 道路 - A4、県道3号線
- 鉄道 - TERシャンパーニュ＝アルデンヌ、シャロン＝アン＝シャンパーニュ-ヴェルダン路線、サント＝ムヌー駅[1]
- バス - マルヌ県内を循環するバス路線あり

## 歴史

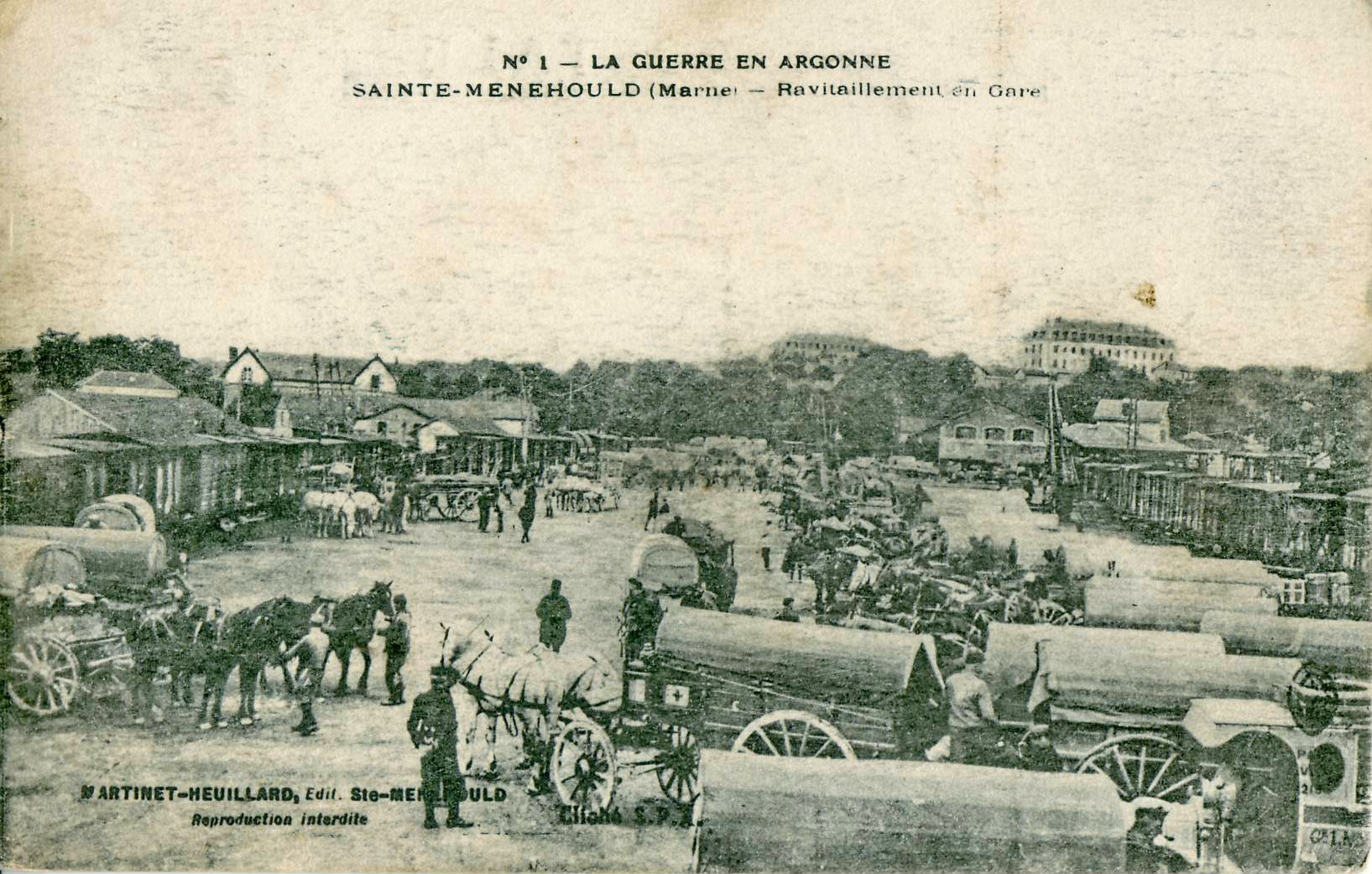
1914年から1918年に撮影されたサント＝ムヌー

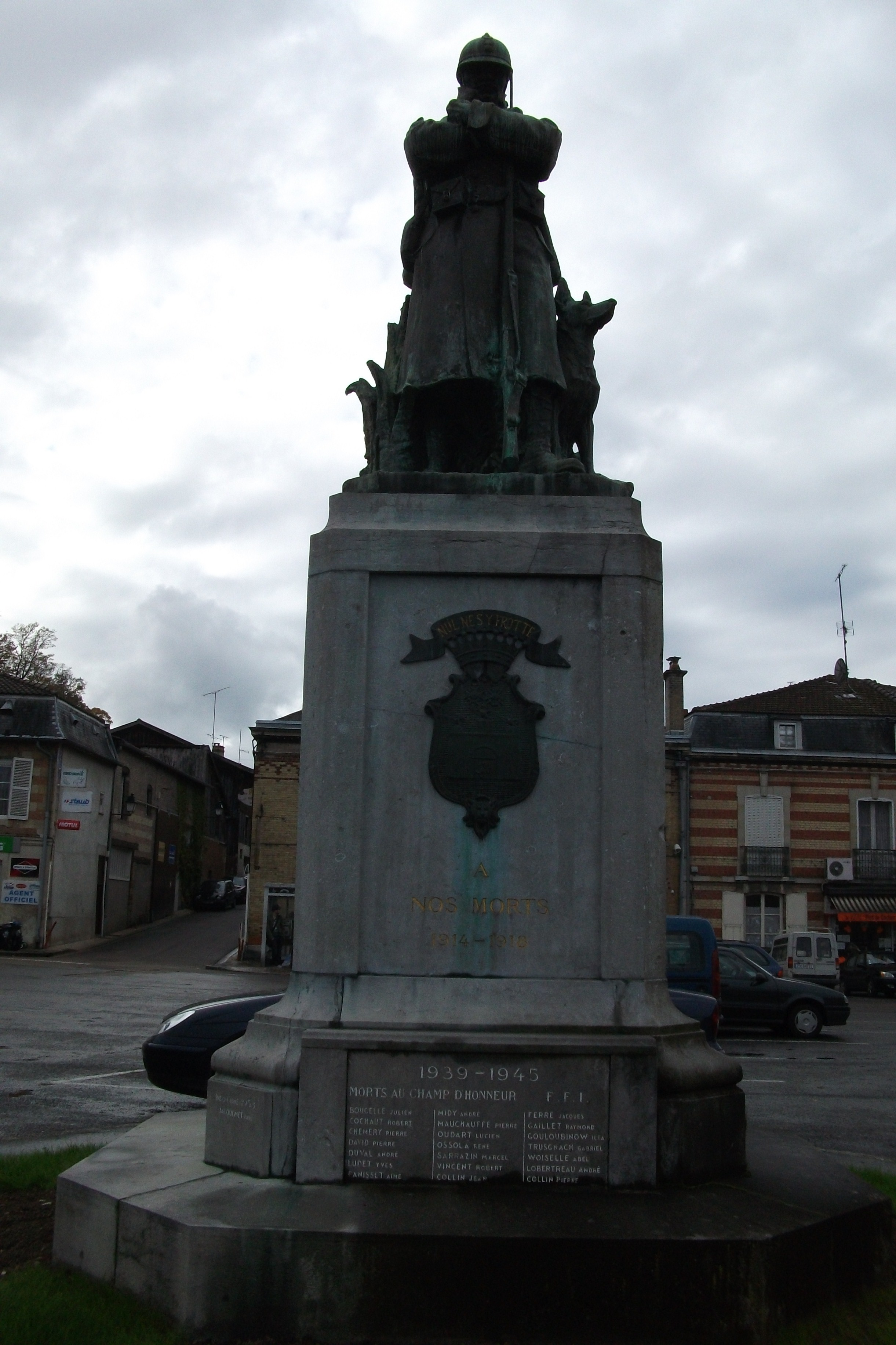
ルクレール広場にある世界大戦記念塔

まちの起源は不明瞭である。湿地の中ほどにあった岩は、キリスト教以前の異教崇拝の場であったと考えられている。この場所は軍事的に好まれ、Castrum Axonaeという名の砦が築かれた。5世紀に聖ムヌーがこの地に滞在し、地方を荒廃させた疫病流行を止めた。その時に病院やホスピスができたとされている。6世紀のサント＝ムヌーは、アストネのカウンティに囲まれたペルトワのまちだった。アルゴンヌ地方の主要なまちとして発展し、同時に農業が発展し周辺の森が整理されていった。575年、クロタール1世王の息子たちによる分割相続によって、まちは争いに巻き込まれ略奪された。このときまちを見下ろしている城が破壊された。ほぼ1世紀後、ピピン2世の子ドロゴンが城を再建し、防衛を強化し、大塔を築いた。まちにはまた小さな要塞が装備されていた。グリフォン王子（カール・マルテルの子）はサント＝ムヌーの城に幽閉されていた。
853年、住民たちは教会建設の許可を得た。人口が多くオーヴ川沿いの中心部に建てることを要望していたが、城のある丘の端に結局建てられた。この教会は14世紀まで残っていた。しかし9世紀終わり、新しいまちをつくる必要に駆られた。11世紀終わりから12世紀、サント＝ムヌーの代官区には数多くの修道院が建てられていた。
1143年の第二回十字軍において、多くの領主たちは聖なる戦いのため自分の領地を留守にした。サント＝ムヌー知事のアルベール・ピショは彼らの不在を利用して、サント＝ムヌーとヴェルダンの間の村々を荒らしまわった。ローマに到着したヴェルダン司教アダルブロンはローマ教皇ケレスティヌス2世の命令を受けて帰国した。残っていた貴族たちの助けを得てピショの身柄を拘束し、彼の戦利品を没収した。ピショはヴェルダンに連れて行かれ、彼の同盟者ロベール・ド・コンフランが署名した条約によってようやく釈放された。
12世紀終わり、サント＝ムヌーはシャンパーニュ伯の領地となった。1201年、摂政ブランシュ・ド・ナヴァールはかつての農奴と変わらない状態だった臣民たちにさらなる自由を授け、領主の代理として行政や司法を行うプレヴォ（fr）職を創設、市民によって選ばれる治安判事の職を4つもうけた。1208年、憲章が授けられた。
12世紀の十字軍によってもたらされた疫病、黒死病とハンセン病によってサント＝ムヌーは荒廃した。1250年代にはブドウが持ち込まれ、急速に栽培が広まった。
相続と結婚によって、1284年または1285年にサント＝ムヌーはフランス王領となった。最終的にはフランス王とバル伯との間の国境紛争となった。1342年、サント＝ムヌーに置かれた塩倉庫はたちまちシャンパーニュ最大となった。1347年には再び黒死病が流行し、人口の1/3が失われた。シャルル5世のおかげで1372年にまちの舗装は完了し、これは洪水に対処するものとなった。
1379年10月、聖ムヌーの聖遺物がサント＝ムヌーの教会に移された。
シャルル6世の治世の終わりとシャルル7世の即位後、イングランドとの争いでシャンパーニュ全体が荒廃した。1428年、3000人のイングランド兵に対し何の武器も防御もなかったサント＝ムヌーは陥落した。
フロンドの乱では2度の包囲戦をサント＝ムヌーは経験している。1652年はフロンド側の、1653年は王軍の攻撃であった。攻撃に参加していたルイ14世は、陥落後のサント＝ムヌーに入り住民に歓迎され、ノートルダム・デュ・シャトー教会にて『テ・デウム』に出席している。
市街の多くが1719年の大火で焼失した。サント＝ムヌーは、ルイ16世一家が逃亡事件の最中にその存在を確認したまちとして知られている。自治体の要請により、ジャン＝バティスト・ドルーエとジャン・ギヨームが逮捕に向かい、1791年6月21日、ヴァレンヌ＝アン＝アルゴンヌで身柄を確保したのである。
マルヌ会戦前の1914年9月4日、サント＝ムヌーはドイツ軍に占領された。住民の一部はまちを脱出していた。9月15日の総攻撃で、ドイツ軍はまちから撤退した。1915年1月、サライユ将軍率いるフランス陸軍第3師団が本部を構えた。1915年4月には空襲を受け、その後飛行機や飛行船が飛来した。

## 人口統計
| 1962年 | 1968年 | 1975年 | 1982年 | 1990年 | 1999年 | 2006年 |
| ------ | ------ | ------ | ------ | ------ | ------ | ------ |
| 4270   | 5392   | 5772   | 5667   | 5177   | 4971   | 4662   |

参照元:Cassini de l'EHESS
、1968年以降Insee

## 経済
サント＝ムヌーにはシャロン＝アン＝シャンパーニュ商工会議所支所がある。主な企業として、リオ・ティント・アルキャン傘下のプラスチック製造会社セバルがある。コミューンには面積26ヘクタールの工業団地があり、鉄道駅に近接する。

## 観光
観光の目玉は、コミューンの歴史遺産とアルゴンヌの森である。2度の世界大戦で戦死した5700人のフランス軍兵士を埋葬した国立墓地が、コミューン内にある。

## 姉妹都市
- ブルヒザル、ドイツ